# Artillerie au Japon

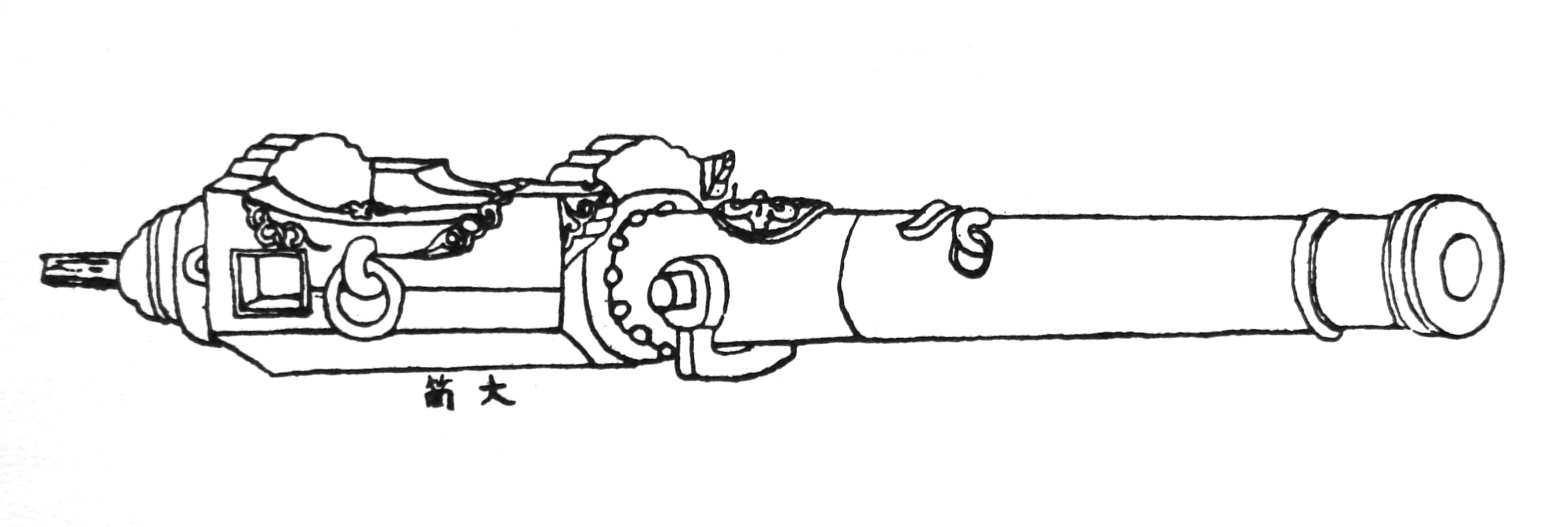
Un canon japonais pivotant à chargement par la culasse du XVIe siècle appelé Ōzutsu (大筒, « gros tube »).

 (décembre 2010).
Si vous disposez d'ouvrages ou d'articles de référence ou si vous connaissez des sites web de qualité traitant du thème abordé ici, merci de compléter l'article en donnant les références utiles à sa vérifiabilité et en les liant à la section « Notes et références ».
L'utilisation de l'artillerie au Japon a commencé au cours de la période Sengoku au XVIe siècle et s'est développée jusqu'à nos jours.

## DuXIIIeauXVIesiècle

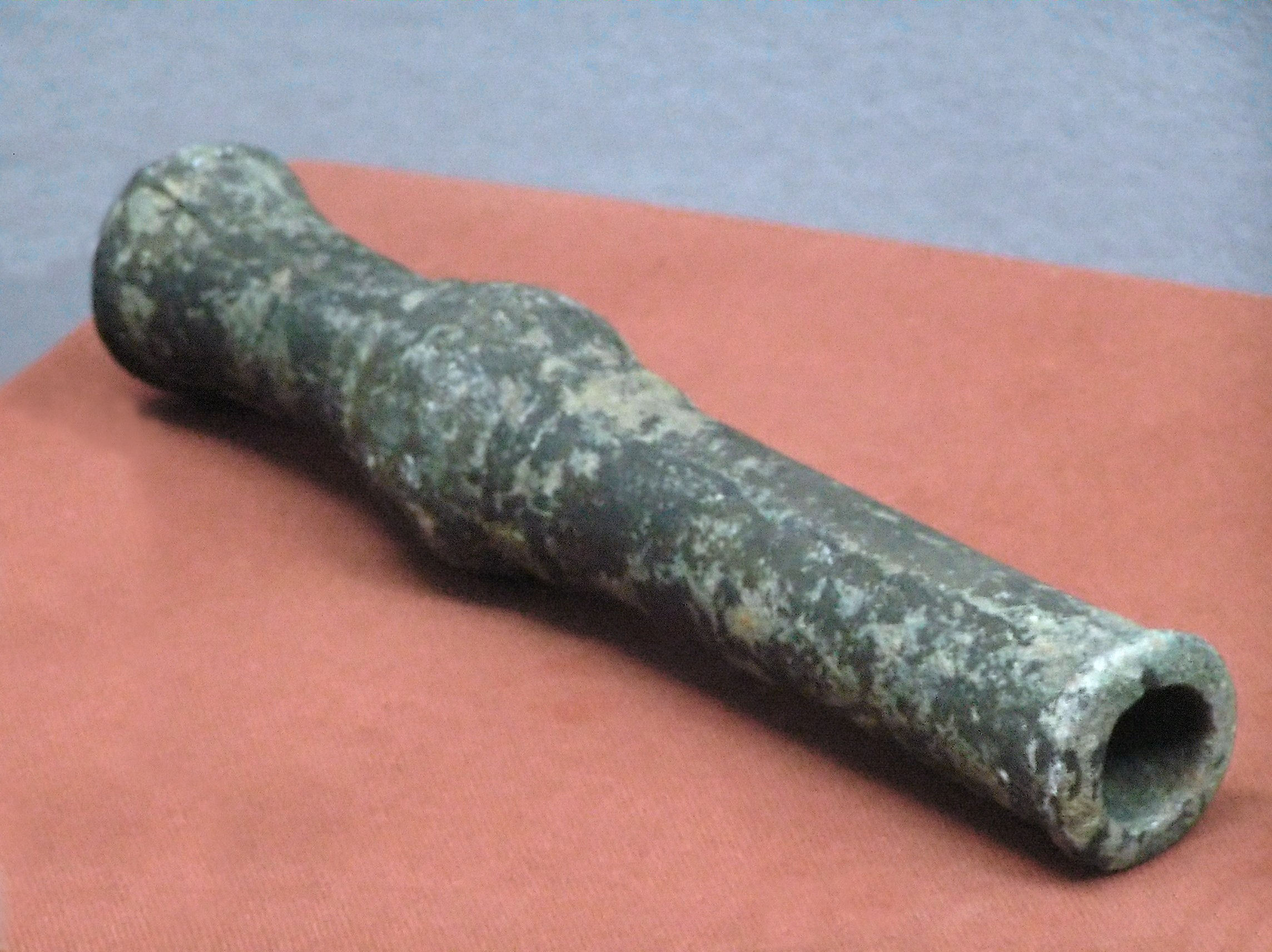
Un des premiers canons à main chinois.

En raison de sa proximité avec la Chine, le Japon était depuis longtemps familiarisé avec la poudre. Des canons primitifs semblent être apparus dans le pays vers 1270. Ils ressemblaient alors à des espèces de tubes en métal appelés Tetsuhō (鉄砲, littéralement « canon en fer »). Ils ne semblent cependant pas avoir été employés intensivement jusqu'à l'arrivée des Européens en 1547, à partir de là leur utilisation devint de plus en plus fréquente.

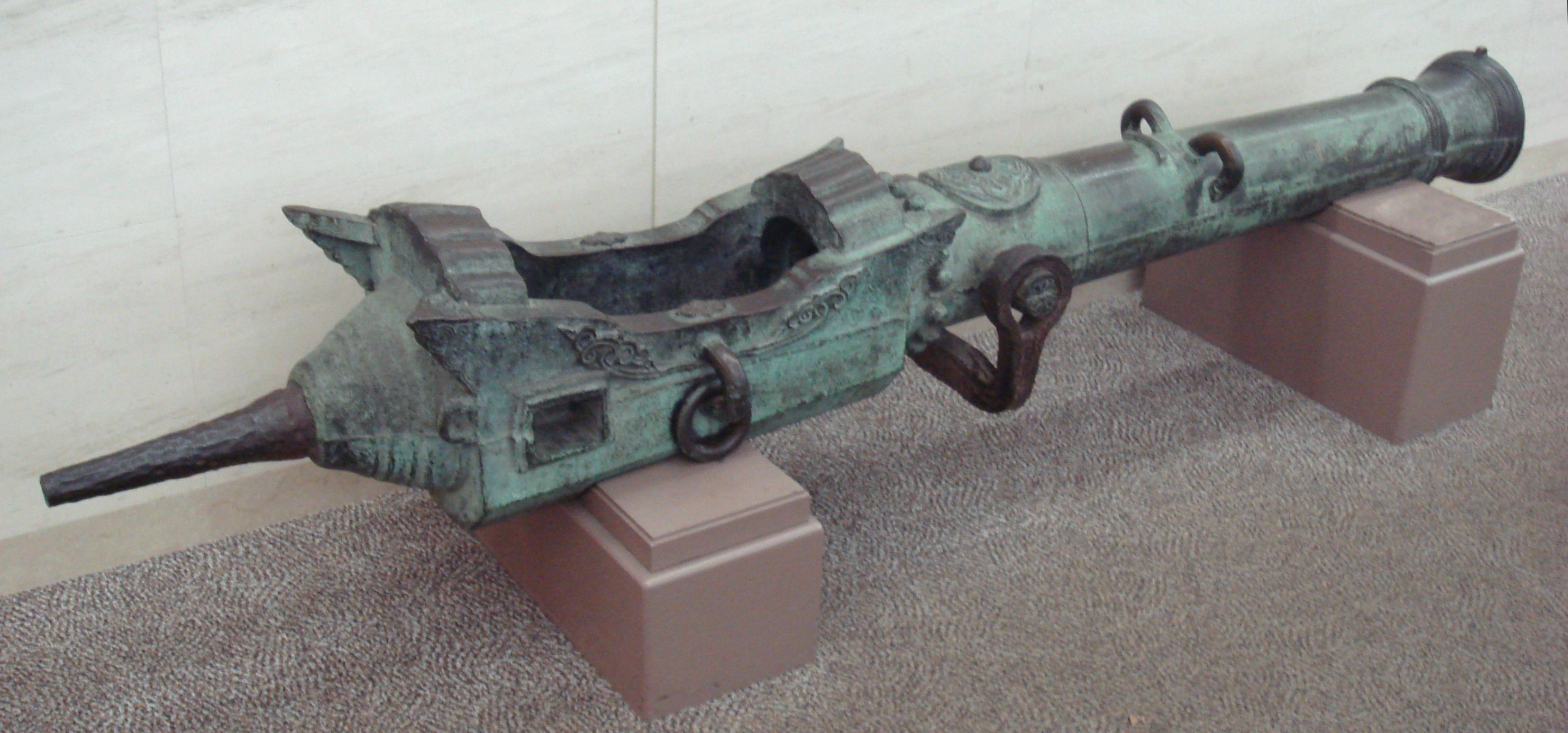
Un canon pivotant à chargement par la culasse de l'époque de Nobunaga Oda. On pense que cette arme a été fabriquée par les Portugais à Goa en Inde. Calibre : 95 mm, longueur : 2880 mm.

Quelques pièces d'artillerie légères ont été utilisées à la bataille de Nagashino en 1575, mais les premiers canons à être entièrement fabriqués par les Japonais ont été réalisés quelques mois après l'affrontement. Ils étaient en bronze, lançaient des projectiles de deux livres, mesuraient environ 9 pieds de long, et furent livrés au seigneur de guerre Nobunaga Oda.

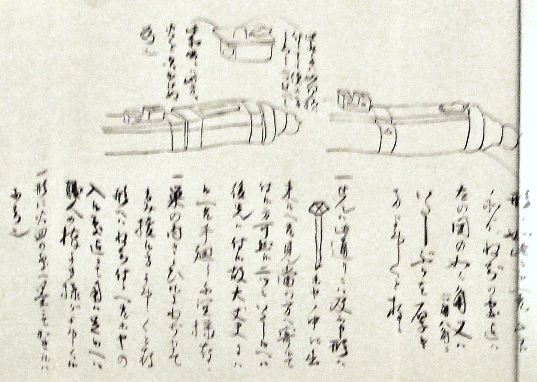
Description du mécanisme d'un canon pivotant à chargement par la culasse en japonais (XVIe siècle).

Les premiers canons japonais étaient principalement fournis par les Portugais « Nanban » (ami en japonais), mais ils furent progressivement remplacés par les Néerlandais. Dix-neuf canons en bronze du bateau hollandais Liefde, sous les ordres de William Adams furent déchargés et, selon les registres espagnols, utilisés plus tard à la décisive bataille de Sekigahara le 21 octobre 1600.
Des canons pivotants à chargement par la culasse et à tir rapide étaient également utilisés et fabriqués au Japon. De telles armes étaient en service sur les vaisseaux de guerre occidentaux, installées à la proue et à la poupe pour un effet dévastateur, mais les Japonais les employaient également dans les fortifications.
À partir de 1601, à la suite de la réunification du Japon par Ieyasu Tokugawa et l'établissement du shogunat des Tokugawa, une politique d'isolement a été progressivement imposée, menant à l'expulsion des étrangers et à l'interdiction du commerce avec les pays occidentaux (sauf avec les Pays-Bas à partir de 1631). Ainsi, pendant environ deux siècles, le développement des armes est resté au point mort, et seule une petite quantité de pièces d'artillerie désuètes étaient maintenues dans les zones côtières.

## Fin de l'époque Edo

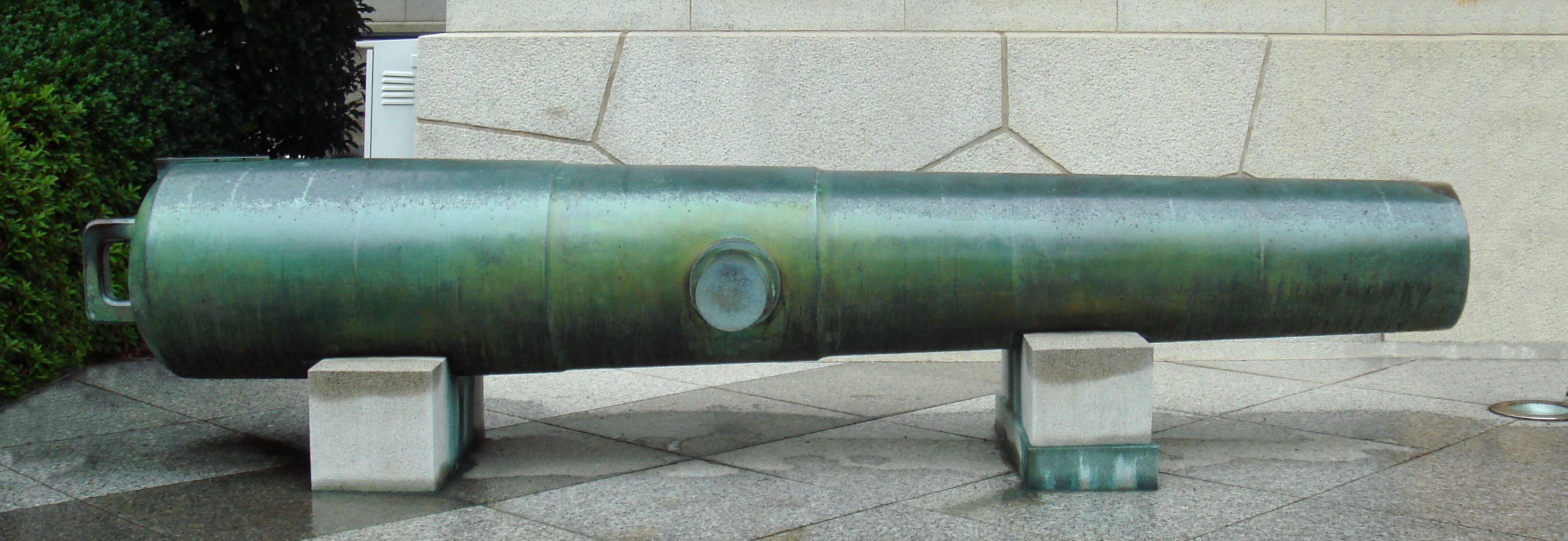
Un canon de 150 livres de Satsuma, construit en 1849. Il était placé au fort Tenpozan à Kagoshima. Calibre: 290 mm, longueur: 4220mm.

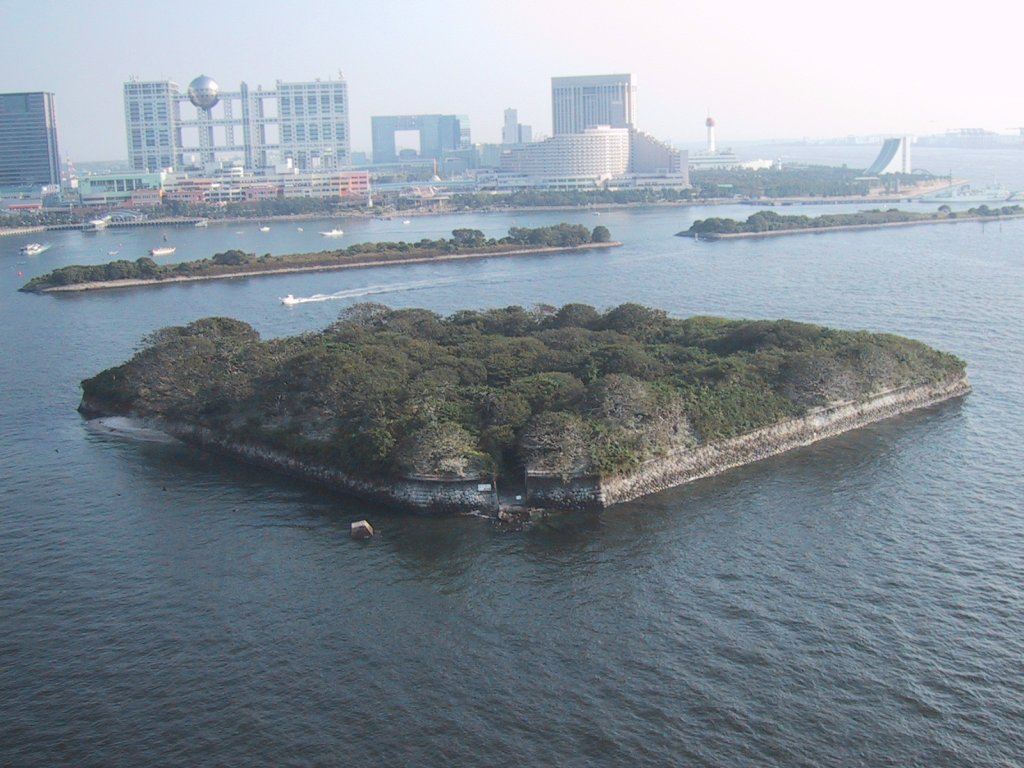
Une batterie Odaiba à l'entrée de Tokyo, construite en 1853–54 pour prévenir une éventuelle intrusion américaine.

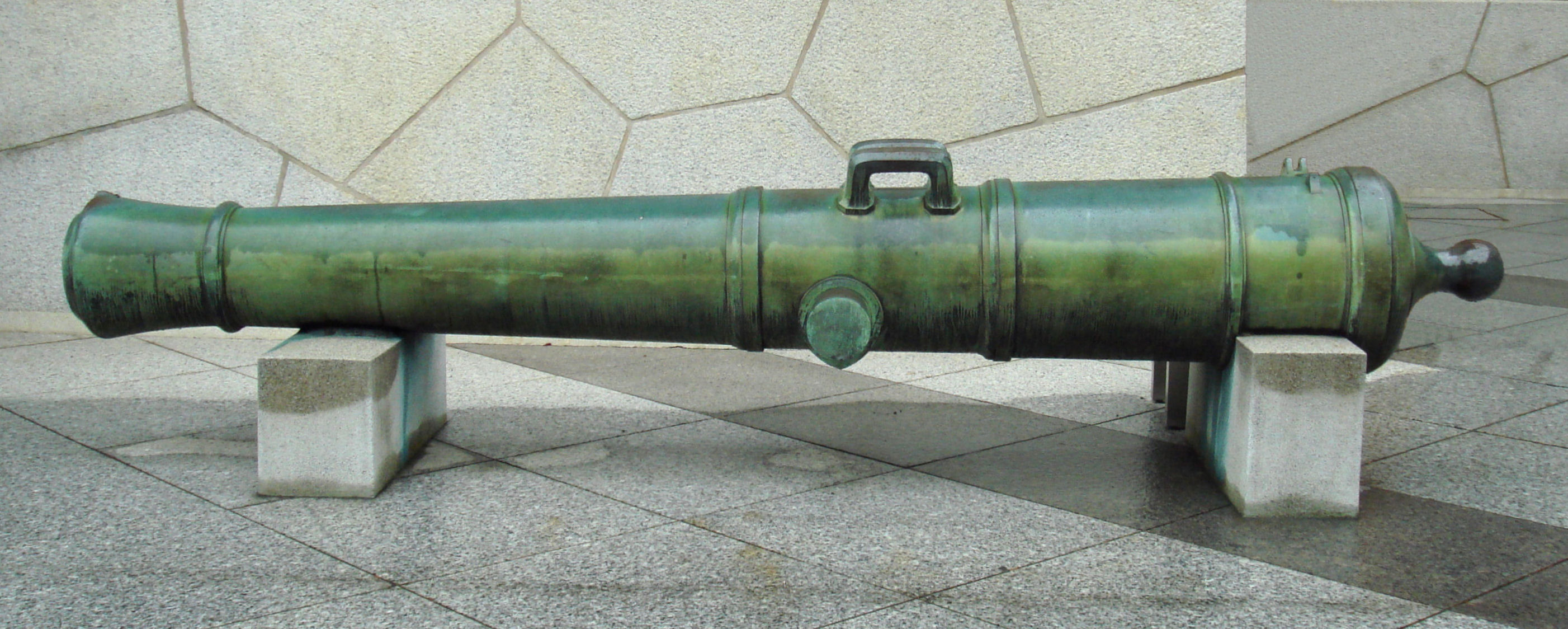
Un canon Odaiba (1853–54).

Durant la fin de l'époque Edo, le Japon a fait beaucoup d'efforts pour assurer la protection de ses côtes par des pièces d'artillerie.
En 1841, Shūhan Takashima a fait une démonstration d'armes à feu et de pièces d'artillerie pour le shogunat avec 125 hommes, utilisant pour cela le Rangaku et les notices hollandaises détaillant les manœuvres. Il a montré l'utilisation de quatre canons et de cinquante fusils occidentaux.
Des domaines de l'ouest du pays, tel que le domaine de Satsuma, ont commencé à fabriquer des canons modernes pendant la première partie du siècle. Dans tout le Japon, des canons furent placés sur les côtes, c'étaient des canons lisses tirant des projectiles ronds. Des techniques archaïques ont parfois survécu, car des canons en bois étaient parfois encore en service en 1854. Des forts de défenses furent construits, comme celui d'Odaiba protégeant Edo, édifié en 1853-54 pour empêcher les intrusions du Commodore américain Matthew Perry.
Lors des affrontements de la fin de l'époque d'Edo, des forces japonaises avec des canons archaïques ont combattu à plusieurs reprises des bateaux occidentaux équipés de récents canons Paixhans qui envoyaient des obus explosifs, des rencontres qui se concluaient systématiquement par la défaite du côté japonais. Pendant le bombardement de Kagoshima en 1863, une flotte britannique a détruit la ville de Kagoshima, tandis que les forces de Satsuma tiraient sans succès des boulets ronds sur les navires. Au bombardement de Shimonoseki en 1863-64, de grandes batteries de canons classiques appartenant au domaine de Chōshū furent capturées par une flotte occidentale.

### Guerre de Boshin

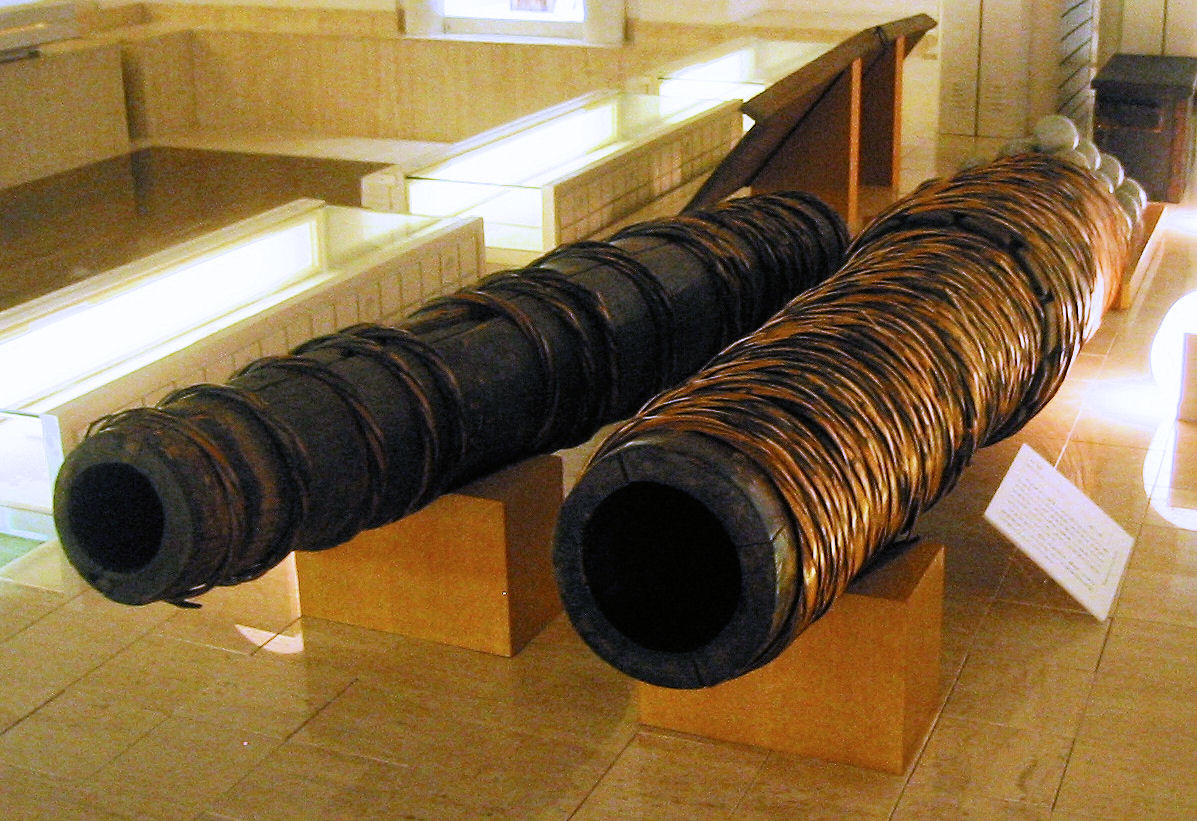
Canons en bois utilisés par le domaine de Sendaï durant la guerre de Boshin, musée de la ville de Sendai.

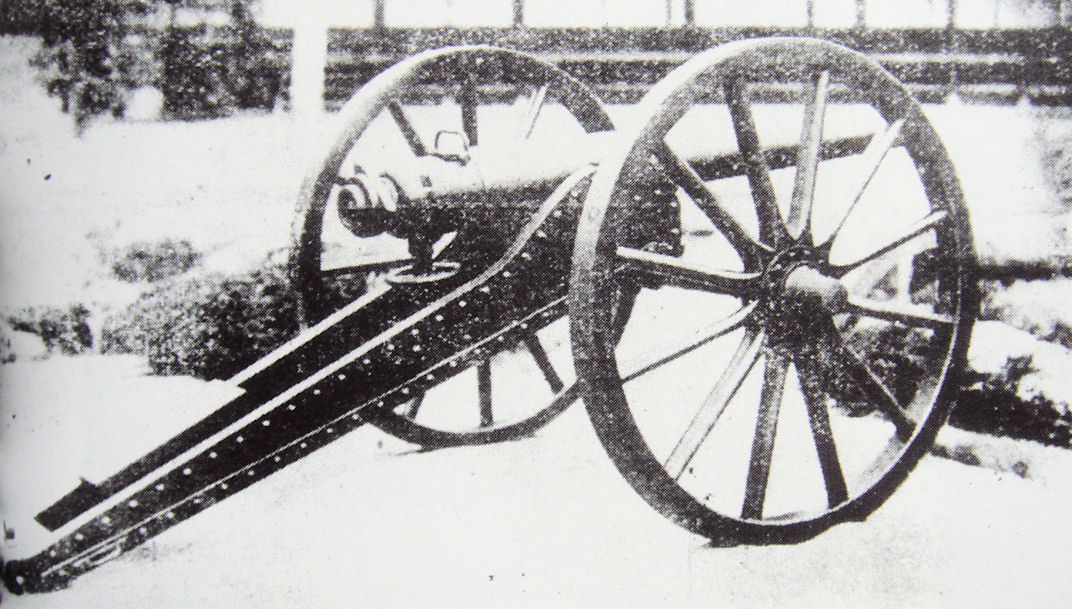
Canon Armstrong utilisé par les troupes du domaine de Saga à la bataille d'Ueno contre le Shōgitai du Shogunat.

Après ces conflits, les domaines japonais se sont progressivement équipés d'une artillerie plus moderne, en particulier d'obusiers tirant des projectiles explosifs, qui avaient été importés des pays étrangers. Ces armes s'avèreraient décisives durant la guerre de Boshin de 1867 à 1869, qui a connu la dernière utilisation des canons en bois par certains domaines traditionnels, opposés aux obusiers, pourtant beaucoup plus modernes.
Les canons en bois pouvaient seulement tirer trois ou quatre fois avant d'éclater. Au contraire, les canons Armstrong utilisant des obus explosifs étaient efficacement employés par les troupes de Satsuma et de Saga durant la guerre.

## Restauration de Meiji et époque contemporaine

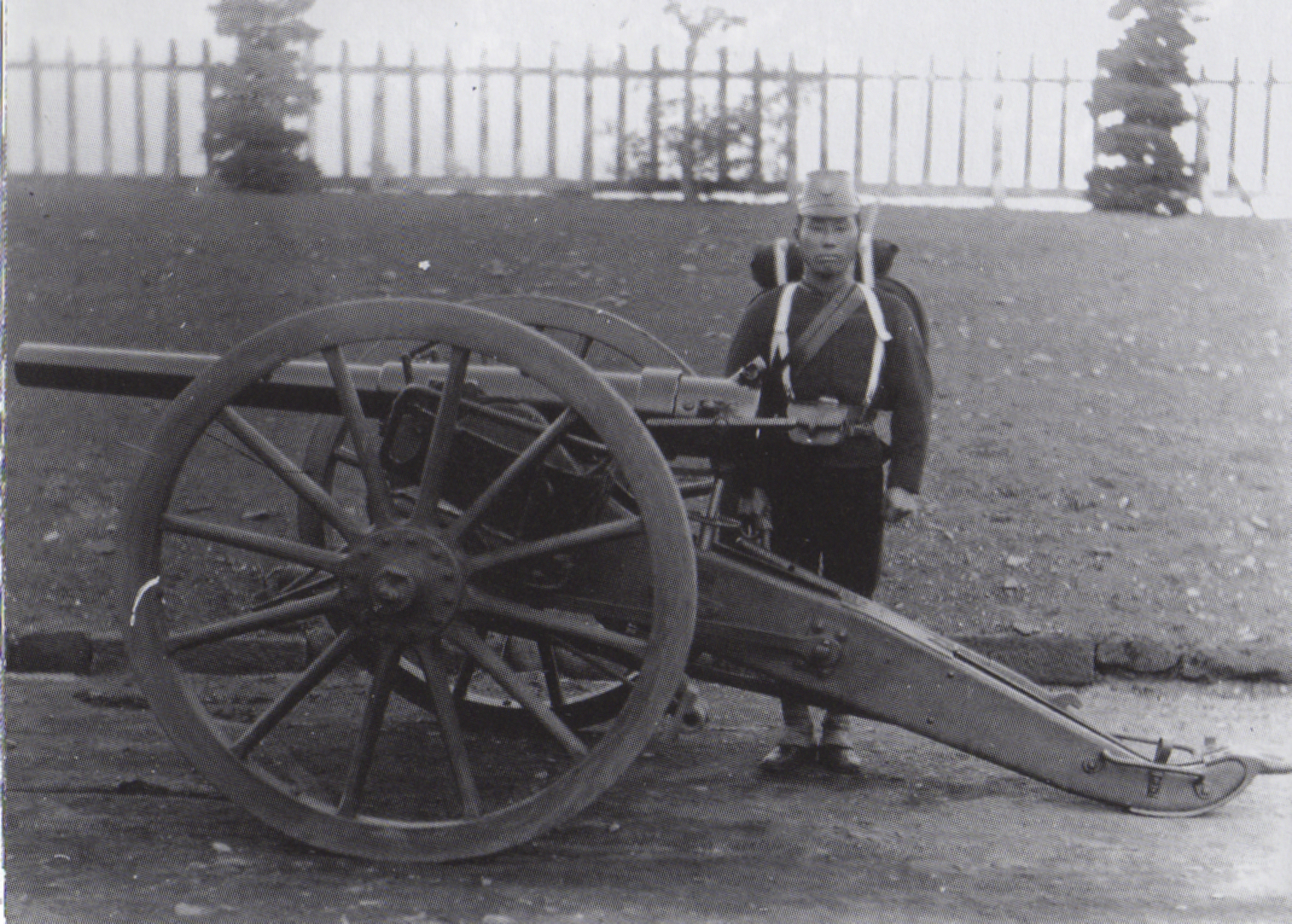
Unité d'artillerie japonaise, à l'arsenal de Koishikawa à Tokyo, en 1882. Photographié par Hugues Krafft.

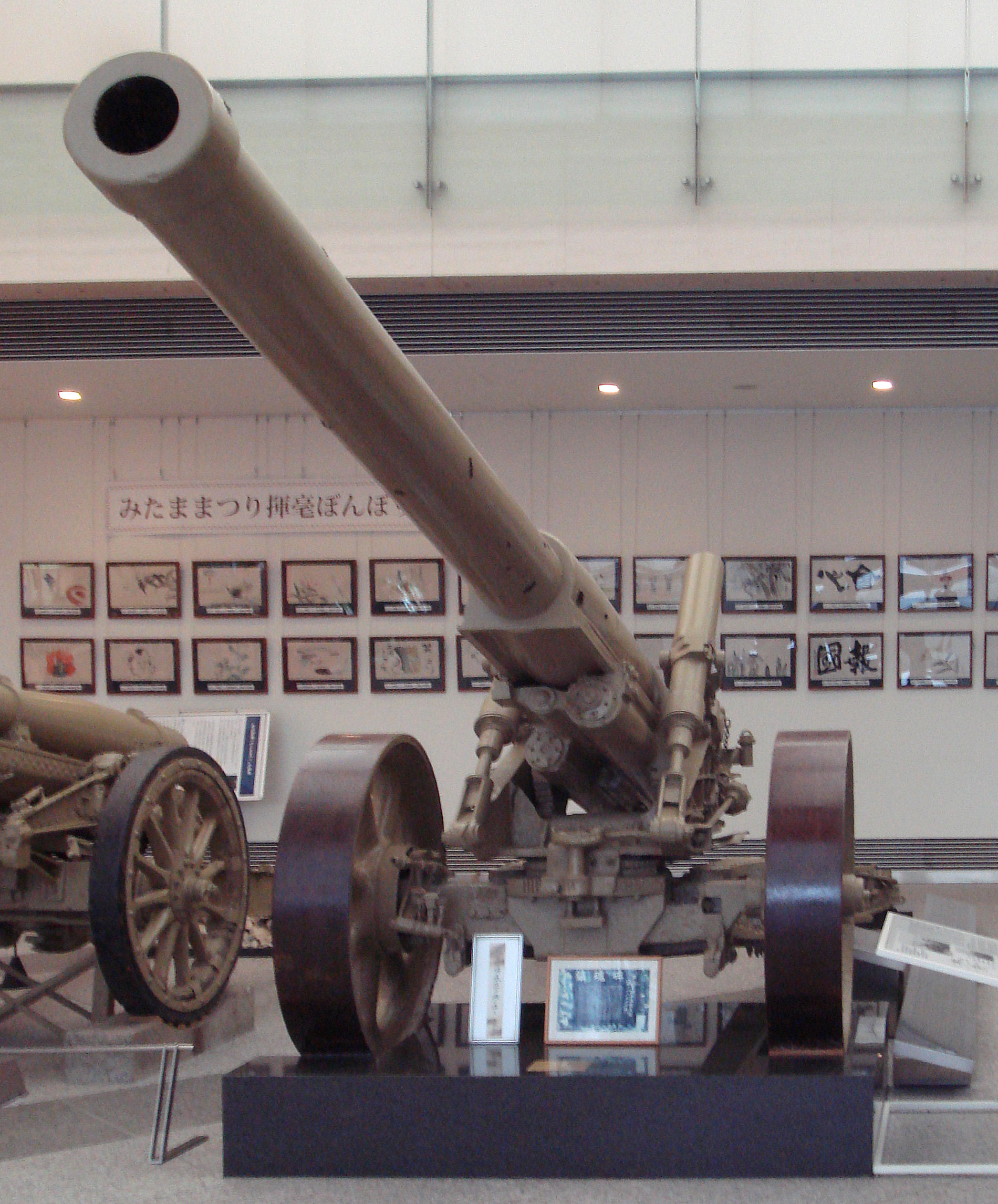
Unité principale d'artillerie lourde au Japon durant la Seconde Guerre mondiale, le Canon Type 89 15 cm.

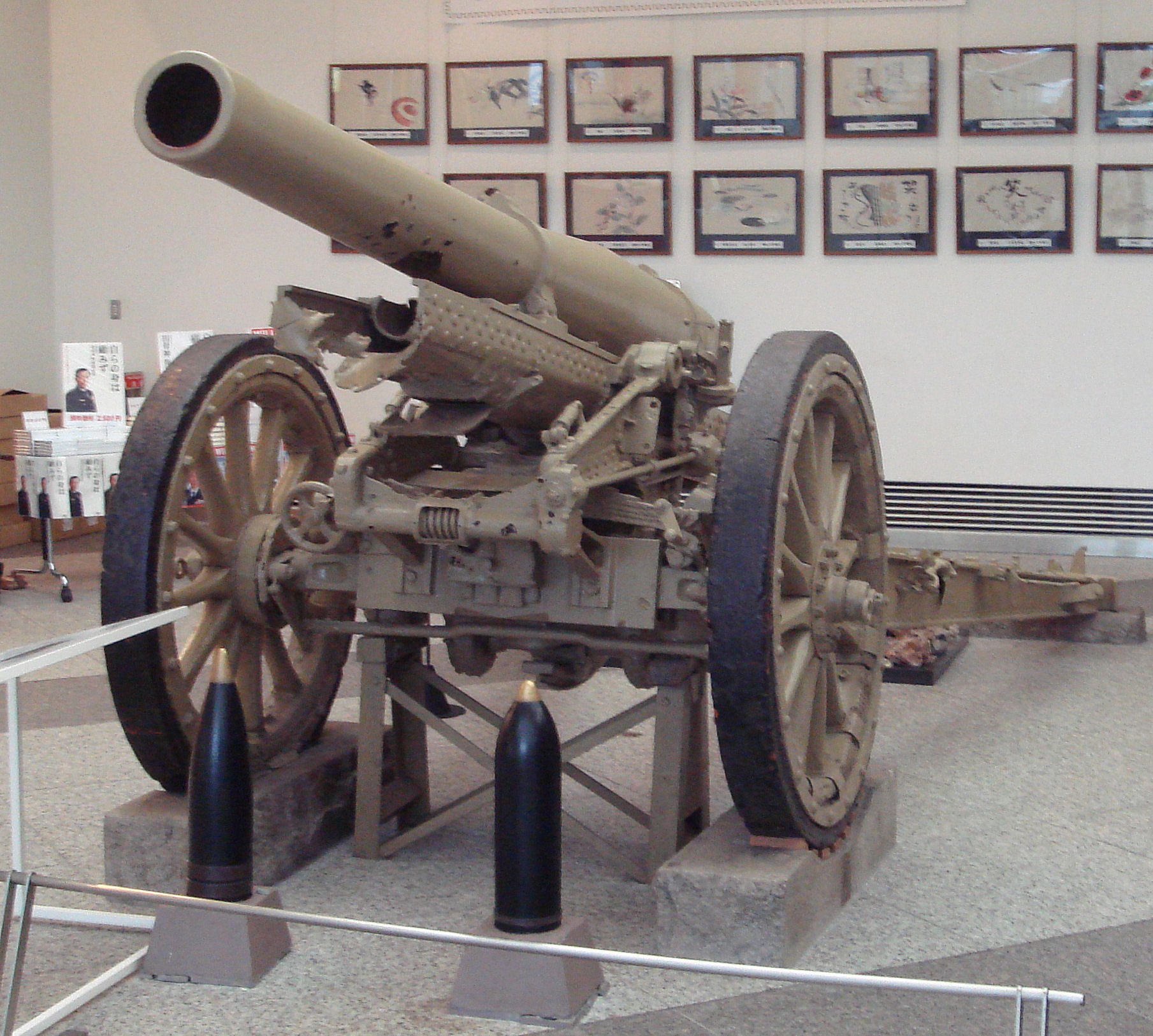
Obusier Type 96 15 cm.

Après la restauration de Meiji, le Japon poursuivit la politique dite de « pays riche, armée forte » (富国強兵), qui amena à un réarmement général du pays. Pendant la rébellion de Satsuma de 1877, l'artillerie a été intensivement employée, avec en moyenne 1 000 projectiles tirés chaque jour. Des canons en bois ont été de nouveau vus du côté « rebelle » lors de ce conflit, et également lors des soulèvements populaires de 1884.
L'artillerie japonaise fut utilisée efficacement pendant la guerre sino-japonaise (1894-1895), et la guerre russo-japonaise de 1905.
Au début du siècle, le Japon fabriqua sous licence un modèle allemand, l'obusier Type 38 15 cm.

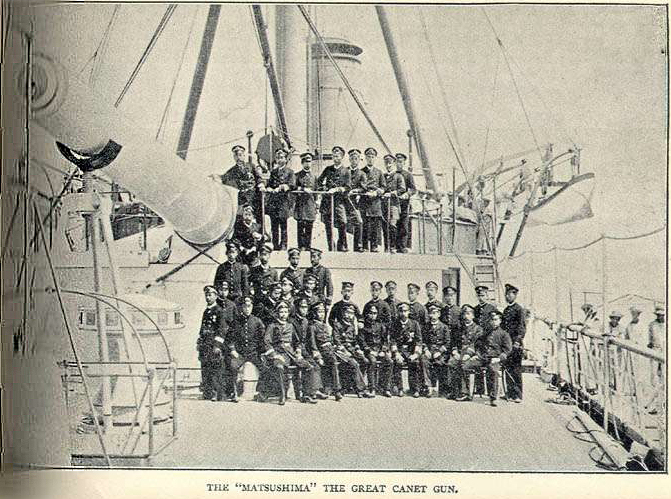
Le navire Matsushima, vaisseau-amiral de la Marine impériale japonaise à la bataille du fleuve Yalou (1894), utilisant un canon Canet de 320 mm.

En parallèle, la Marine impériale japonaise a connu un développement spectaculaire, permettant la mise en œuvre de pièces d'artillerie de plus en plus grandes. La Marine impériale fut la première au monde à monter des canons de 356 mm (sur le Kongō), des canons de 406 mm (sur le Nagato), et la deuxième à avoir jamais monté des canons de 460 mm (sur les navires classe Yamato).
Avant et pendant la Seconde Guerre mondiale, le Japon a déployé une série de pièces d'artillerie telles que le canon Type 89 15 cm (1929), l'obusier Type 96 15 cm (1936) ou l'obusier de type 96 de 24 cm (1936).